# Dendryphantes nigromaculatus
Dendryphantes nigromaculatus là một loài nhện trong họ Salticidae.
Loài này thuộc chi Dendryphantes. Dendryphantes nigromaculatus được Eugen von Keyserling miêu tả năm 1885.